# Luci Octavi Balb
Luci Octavi Balb (en llatí Lucius Octavius Balbus) va ser un romà contemporani de Ciceró, conegut per les seves habilitats legals, i per les seves atencions als deures de justícia, moralitat i religió. Va ser judex en judicis privats i públics. Va ser proscrit pels triumvirs l'any 42 aC i es va amagar però va sortir quan va saber que havien matat al seu fill. Quan va comprovar que el seu fill no era mort no va poder evitar la seva pròpia. El seu final l'explica Valeri Màxim.